# وينديل فيليبس غاريسون
وينديل فيليبس غاريسون (بالإنجليزية: Wendell Phillips Garrison)‏ هو صحفي وشاعر أمريكي، ولد في 1840 في منفذ كامبردج، كامبردج في الولايات المتحدة، وتوفي في 1907.

## وصلات خارجية
- وينديل فيليبس غاريسون على موقع الموسوعة البريطانية (الإنجليزية)